# Ресник (Вучитрн)
Ресник  (алб. Reznik) је насеље у општини Вучитрн на Косову и Метохији. Према попису становништва на Косову 2011. године, село је имало 1.366 становника. Село се дели на пет албанских и једну ромску махалу. У северозападном делу села су махале Макића и Цуровића, а у југоисточном – Рустовића, Мамутовића и Смаковића. Циганска махала је на северу, према Врници. Удаљења између махала су 300-500 м. Махала Рустовића је збијена, док у другим махалама има издвојених групица, па и усамљених кућа.

## Географија
Село је полупланинско, са равничарским земљиштем, разбијеног типа, са листопадном шумом и погодује сточарству, оранице смоничаве и са растреситом земљом, на којима успевају све житарице и воће. Село је смештено на падини планине Чичавице, око 8 км јужно од Вучитрна, на надморској висини 520-600 метара. У северозападном делу села су махале Макића и Цуровића, а у југоисточном – Рустовића, Мамутовића и Смаковића. Циганска махала је на северу, према Врници. Удаљења између махала су 300-500 м. Махала Рустовића је збијена, док у другим махалама има издвојених групица, па и усамљених кућа.

## Историја
У Реснику су до око 1800. године живели и оснивачи Врнице, Крсмановићи. Поред назива Крони Кишес (Црквени кладенац), који указује на то да је ту била нека црква, ниже села, према железничкој прузи, на месту Српско гробље (Ворат е Шкиве) било је гробље у коме су се Срби из овог села и из суседног села Невољана укопавали до 1900. године.
Пре досељења Албанаца у њему су живели Срби до око 1900, који су се иселили у Топлици (Крљегаћани и Чарапићи), а неки у Вучитрн (Алемпићи). Албанци су се ту населили, више тог старог села, на простору који је тад био под шумом. По одласку Срба у ово село су се досељавали Албанци из Галице, Шалца и Дрвара.
Од 1922. до 1925. године доселило се 5 домаћинстава насељеника који су добили утринску земљу од државе. Гробље овог села је у Врњици.

## Порекло становништва по родовима
Подаци из 1936:
- Макић (6 кућа), – Рустовић (13 кућа), – Цуровић (3 куће), – Мамутовић (4 куће) и – Смаковић (2 куће), сви су од фиса (племена) Краснића. Постали су од једне куће, те им је заједничко презиме Дзон. Досељени су око 1770. из Малесије заједно са Дзонима из Шалца. Преци су им се доселили као католици, а звали се Марко, који се настанио у Шалцу, и Ђока, који се настанио у овом селу, у Реснику. Из Малесије су се иселили да избегну крвну освету. На чифлике нису хтели, а нису хтели ни да купују од вучитрнских господара чифлика, већ се и Ђока и Марко настанили у шуми, подигли куће и „заузели“ земљу. Појасеви у 1934. од досељавања за Смаковиће: Ђока, Смака, Љутфи, Садик, Рушит (90 година).

У селу је 1934. било 18 породица цигана „Ашкалија“. Имали су своје куће и своја дворишта. Живели су као надничари код својих сељака Арбанаса и Црногораца. У Ресник су се досељавали из Галице (Дреница) и суседних села Шалца и Дрвара.
Колонисти:
- Радеч (1 кућа) и – Ковачевић (1 кућа) 1922. од Даниловграда.
- Никчевић (1 кућа) и – Вучинић (1 кућа) 1922. из Јабланице, иначе старином из Пјешиваца.
- Лазаревић (1 кућа) 1925. из Широких Њива (Топлица), а старином од Андријевице.

## Демографија
| Година       | 1948 | 1953 | 1961 | 1971 | 1981  | 1991  | 2011  |
| ------------ | ---- | ---- | ---- | ---- | ----- | ----- | ----- |
| Становништво | 591  | 666  | 743  | 815  | 1.086 | 1.366 | 1.366 |

|  |

### Становништво по националности
| Националност | Број  | %     |
| Албанци      | 1.364 | 99.85 |
| Бошњаци      | 1     | 0.07  |